# Liste der Tourismusregionen in Oberösterreich
Die Liste der Tourismusregionen in Oberösterreich gibt die nach Oö. Tourismus-Gesetz 1990 eingerichteten mehrgemeindigen und regionalen Tourismusverbände und -konferenzen (Tourismusregionen) in Oberösterreich.
Mit Ende 2012 gab es in Oberösterreich – bei 444 Gemeinden – 214 Tourismusgemeinden, also knapp die Hälfte aller Gemeinden, 16 mehrgemeindige (regionale) Tourismus-/Kurverbände mit insgesamt 119 Gemeinden (also etwa ein Viertel aller Gemeinden und die Hälfte aller Tourismusgemeinden in Tourismusregionen organisiert), und 5 Regionale Tourismuskonferenzen. Die anderen Gemeinden haben für sich Tourismusverbände.
Mit einer Novelle sollen bis 2019 die Verbände – nach Muster der vorhandenen Tourismusregionen – auf etwa 20 zusammengelegt werden (Mindestgröße 200.000 Nächtigungen, 600.000 Euro Finanzierungsaufkommen), um die gemeinsamen Marketingmaßnahmen zu stärken.[veraltet]

## Grundlagen
Die heutige Organisation der Tourismusregionen wurde mit dem Oö. Tourismus-Gesetz 1990 (LGBL 81/1989, in Kraft getreten mit 1. Jänner 1990) grundlegend neu geregelt, und mit der Oö. Tourismusrechts-Novelle 2012
nach Maßgabe des Kursbuch Tourismus Oberösterreich 2011 bis 2016
weiter vereinfacht.
Heute gibt es zwei Formen der Tourismusregion und die Landes-Tourismusorganisation:
- Tourismusverbände bzw. Kurverbände (Abschnitt 1. Tourismusverbände §§ 4–21) sind für Tourismusgemeinden – Ortsklassen A, B, C der Nächtigungsintensität, oder Statutarstadt[6] – verbindlich. Von Kurverband spricht man in dem Falle, dass das Gebiet als Kurort gemäß dem Oö. Heilvorkommen- und Kurortgesetz anerkannt ist. Zwischen ein- und mehrgemeindigen Verbänden (Tourismusregionen im Sinne des Gesetzes vor 2012) wird nicht mehr konkret unterschieden, sondern von örtlichen und regionalen Tourismusverbänden gesprochen.[7]
- Regionale Tourismuskonferenzen (§ 25a, eingeführt mit Oö. Tourismus-Gesetz-Novelle 2003; hier findet ein Austausch unter den Vorsitzenden jener Tourismusverbände, die der Regionalen Tourismuskonferenz zugeordnet sind, statt.)[8]
- der Oberösterreich Tourismus (Landes-Tourismusorganisation) ist als Körperschaft öffentlichen Rechts organisiert und fungiert quasi als Dachorganisation für die Tourismusorganisationen und als Verwalter der Regions-Marke Oberösterreich insgesamt.

Aufgabe der Tourismus-/Kurverbände sind „für ihren örtlichen Bereich die Durchführung, Anregung und Unterstützung von Maßnahmen, die geeignet sind, den Tourismus zu fördern. Sie haben ihre Tätigkeit an der tourismuspolitischen Strategie des Landes Oberösterreich auszurichten. Tourismusverbände […] müssen diese Ausrichtung in einem Tourismuskonzept festlegen. In diesem sind die zu entwickelnden Tourismusbereiche zu definieren und die erforderlichen Marketingmaßnahmen zu planen.“ (§ 4 Z. 5).
Die Tourismuskonferenzen dienen der „Koordinierung der jeweiligen touristischen Interessen“ (§ 25a) gewisser Regionen mit ähnlichem Destinationsprofil (Tourismussparte).
Tourismusverbände sind eine Körperschaft des öffentlichen Rechts. Mitglieder sind die Pflichtmitglieder (Tourismusgemeinden und tourismusrelevante Berufsgruppen lt. Beitragsgruppenordnung, § 35 Beitragsgruppen) und freiwilligen Mitglieder (zusammen Tourismusinteressenten, § 6). Organe sind Vollversammlung, Vorstand,
 Vorsitzender, allfällig ein Geschäftsführer in größeren Verbänden (§ 17)
sowie Rechnungsprüfer.
Die Regionsnamen als Marke unterliegen weitgehend markenrechtlichem Schutz.

## Liste
2. Spalte … Landesebene, Konferenz, Verband
bei … Konferenzen und ihre Subregionen
Mitglieder … Gemeinden / Verbände (Subregionen) – Interessenten insg. nicht angegeben
Träger, Sitz … Trägerorganisation der Region, Sitz derselben (sortiert sich nach Sitz)
gegr. … Gründung der heutigen Rechtsform der Marke (in Klammer: historische Entwicklung des Regionsbegriffs)
Nächtg., % … Nächtigungen und Marktanteil in Oberösterreich (Stand 2008/2009)
Stand der Liste 2012/13
| Region                                          |   | bei                | Mitglieder                     | Träger, Sitz | gegr.                       | Nächtg.   | %    | Anmerkungen |
| ----------------------------------------------- | - | ------------------ | ------------------------------ | --- | --------------------------- | --------- | ---- | --- |
| Oberösterreich                                  | L |                    | 214 / 16                       | Oberösterreich Tourismus; OÖ. Tourismus Marketing GmbH; beide Linz                                                                                       | 1997 (15. Jh.)              | 6.884.592 | 100  | weitere Tochterfirmen: OÖ. Touristik GmbH (Reisebüro), TTG Tourismus Technologie GmbH (F&E); betreibt die Interessentenbeitragsstelle (Dienststelle d. Landes)                                                                      |
| Donau                                           | K |                    | 048                            | Verein Werbegemeinschaft Donau Oberösterreich; WGD Donau Oberösterreich Tourismus GmbH; beide Linz                                                       | 1998 (1991 Verein)          | 1.806.673 | 17,7 | Werbegemeinschaft insg. 48 Mitgliedsgemeinden (ab 1.1.2017 50 Gemeinden) und ist grenzübergreifend mit Bayern (4 Gemeinden inkl. der Stadt Passau); Verbund ARGE Donau Österreich (OÖ, NÖ, Wien), ARGE Straße der Kaiser und Könige |
| Inn- und Hausruckviertler Thermenland           | K |                    | 039 / 02                       | Regionale Tourismuskonferenz Inn- und Hausruckviertler Thermenland; Sitz o.A.                                                                            | 2003                        | 992.195   | 14,4 | |
| Mühlviertel                                     | K |                    | 067 / 04                       | Regionale Tourismuskonferenz Mühlviertel; Sitz o.A.; | 2003 (15. Jh.)              | 724.387   | 10,5 | |
| Nationalparkregion                              | K |                    | 031 / 04                       | Regionale Tourismuskonferenz Nationalparkregion; Sitz o.A.                                                                                               | 2003 (1997 NP, 2007 Leader) | 1.003.788 | 14,6 | LEADER-Region (22 Gemeinden); Zusammenarbeit mit der Nationalpark OÖ Kalkalpen Ges.m.b.H. |
| Salzkammergut                                   | K |                    | 043 (insg. 58) / 08 (insg. 10) | Salzkammergut Tourismus-Marketing GmbH; Bad Ischl | 2003 (17. Jh., 2002 GmbH)   | 2.533.983 | 36,8 | grenzübergreifend mit Steiermark und Salzburg |
| Ferienregion Attergau (St. Georgen i. A.)       | V | Salzkammergut      | 03 (4)                         | Tourismusverband St.Georgen/Straß/Berg; St. Georgen i. A.                                                                                                | 1990/92 (1903)              | 248.420   | 03,6 | |
| Ferienregion Attersee                           | V | Salzkammergut      | 07 (9)                         | Tourismusverband Ferienregion Attersee – Salzkammergut; Attersee                                                                                         | 1999 (1892)                 | 370.584   | 05,4 | |
| Bad Ischl                                       | V | Salzkammergut      | 01                             | Tourismusverband Bad Ischl; Bad Ischl | 2003 (16. Jh.)              | 354.425   | 05,1 | |
| Bad Hall                                        | V | Nationalparkregion | 3                              | Tourismusverband Bad Hall; Bad Hall | 2003 (2005)                 | 217.961   | 03,2 | 2000–2003 bei Pyhrn–Eisenwurzen, davor Kurverband Bad Hall, bis 2019 Tourismusverband Bad Hall – Kremsmünster |
| Böhmerwald                                      | V | Mühlviertel        | 016                            | Tourismusverband Böhmerwald; Aigen | 2003                        | 189.552   | 02,8 | grenzübergreifend Euregio Bayerischer Wald – Böhmerwald (4 Bezirke in OÖ, seit 1994) |
| Dachstein Salzkammergut (Inneres Salzkammergut) | V | Salzkammergut      | 04                             | Tourismusverband Inneres Salzkammergut; Gosau | 2003 (14. Jh.)              | 532.759   | 07,7 | LEADER-Regionalentwicklungsverein RegIS mit 5 weiteren Salzkammergutgemeinden (1994), Teil der UNESCO-Welterbe Hallstatt–Dachstein/Salzkammergut mit Ausseerland, steirischen und Salzburger Gemeinden (1997)                       |
| Linz                                            | V | Donau              | 01                             | Tourismusverband Linz; Linz | 2003                        | 739.434   | 10,7 | |
| Mondseeland, Mondsee-Irrsee                     | V | Salzkammergut      | 07                             | Tourismusverband MondSeeLand, Mondsee–Irrsee; Mondsee | 2003 (10. Jh.)              | 228.102   | 03,3 | LEADER-Region |
| Mühlviertler Alm                                | V | Mühlviertel        | 08 (10)                        | Verein Verband Mühlviertler Alm – Verein für Regional u. Tourismusentwicklung; Tourismusverband Mühlviertler Alm; beide Unterweißenbach                  | 2003 (1993 Arge)            | 37.756    | 00,5 | ehem. Gerichtsbezirk Unterweißenbach, LEADER-Region |
| Mühlviertler Kernland                           | V | Mühlviertel        | 016                            | Touristik Mühlviertler Kernland; Freistadt | 2003 (2007 Leader)          | 87.101    | 01,3 | LEADER-Region (18 Gemeinden) |
| Nationalpark Region Ennstal                     | V | Nationalparkregion | 09                             | Tourismusverband Nationalpark Region Ennstal; Reichraming                                                                                                | 2003                        | 139.608   | 02,0 | Nationalpark Kalkalpen 1997; 2000–2003 bei Pyhrn–Eisenwurzen, davor gab es den Tourismusverband Weyer |
| Nationalpark Region Steyrtal                    | V | Nationalparkregion | 03                             | Tourismusverband Nationalpark Region Steyrtal; Steinbach a.d.St.                                                                                         | 2003                        | 14.031    | 00,2 | Nationalpark Kalkalpen 1997; 2000–2003 bei Pyhrn–Eisenwurzen |
| Pyhrn-Priel                                     | V | Nationalparkregion | 09                             | Tourismusverband Pyhrn-Priel; Pyhrn-Priel Tourismus GmbH; beide Windischgarsten                                                                          | 2003 (1969)                 | 516.916   | 07,5 | 2000–2003 bei Pyhrn–Eisenwurzen, davor Tourismusverband Windischgarstner Tal |
| St. Wolfgang (Wolfgangsee)                      | V | Salzkammergut      | 01                             | Kurverband St. Wolfgang im Salzkammergut, St. Wolfgang i.Skg.; Wolfgangsee Tourismus GmbH; WOTEG Wolfgangsee Tourismusentwicklung GmbH; beide St. Gilgen | 2003 (1950)                 | 296.128   | 04,3 | Mitglied der Ferienregion Wolfgangsee grenzübergreifend mit Salzburg |
| Seelentium – Wohlfühlregion Oberes Innviertel   | V | Thermenland        | 02 (4)                         | Verein Seelentium – Wohlfühlregion Oberes Innviertel / Flachgau, Franking; Tourismusverband Seelentium; Eggelsberg-Gundertshausen                        | 2003 (2005 Verein)          | −0        | 0−   | Verein in OÖ 11 Gemeinden (insg. 15.) grenzübergreifend mit Bayern und Salzburg; Agenda 21-Region (2010) |
| s’Innviertel                                    | V | Thermenland        | 017                            | Tourismusverband s´Innviertel; Geinberg | 2003                        | 236.927   | 03,4 | |
| TraumArena                                      | V | Mühlviertel        | 03                             | Tourismusverband TraumArena; Schönegg-Guglwald | 2003 (2010)                 | 75.874    | 01,1 | |
| Tourismusverband Traunsee-Almtal                | V | Salzkammergut      | 04                             | Tourismusverband Traunsee-Almtal; Gmunden | 2019 (1968)                 | 249.496   | 03,6 | Ferienregion Traunsee und TVB Almtal fusionierten am 1. Januar 2019 |
| Urlaubsregion Vitalwelt Bad Schallerbach        | V | –                  | 06                             | Tourismusverband Urlaubsregion Vitalwelt Bad Schallerbach; Bad Schallerbach                                                                              | 2003                        | 478.490   | 07,0 | |
| restliche oö. (Tourismus-)Gemeinden             | V | div.               | 095                            | örtliche Verbände | −                           | 1.784.781 | 25,9 | |

OÖ Tourismus-Destinationen zusammen: 6.470.953 – 93,9 %; davon Salzkammergut, und Donau (mit Linz) 3.473.422 – 50,5 %
OÖ Tourismus-Regionen mit Nächtigungen > 200.000: 4.469.642 – 64,9 %
OÖ Tourismus-Region mit Nächtigungen < 200.000: 630.169 – 9,2 %